# Ostericum longipedicellatum
Ostericum longipedicellatum är en växtart i släktet Ostericum och familjen flockblommiga växter. Den beskrevs av Hermann Wolff, och fick sitt nu gällande namn av Michail Pimenov och Jevgenij Kljujkov 2003.
Arten är en perenn ört som förekommer i Yunnan i Kina.